# Ditrichaceae
Die Ditrichaceae sind eine Familie von Laubmoosen aus der Ordnung Dicranales.

## Merkmale
Es sind akrokarpe, kleine bis kräftige Moose mit aufrechten Stämmchen. Die Blätter sind eiförmig bis lang pfriemenförmig, besitzen eine kräftige, die ganze Blattlänge einnehmende Rippe und quadratische bis rechteckige, glatte oder mamillöse Laminazellen. Blattflügelzellen sind nicht differenziert. Sporenkapseln haben entweder einen Deckel oder sind kleistokarp. Ein Peristom ist vorhanden oder kann auch fehlen.

## Verbreitung
Die Moose der Familie sind auf der Nord- und Südhalbkugel verbreitet, vorwiegend in den gemäßigten und subtropischen Zonen. Sie wachsen auf Erde und Gestein.

## Systematik
Die Familie Ditrichaceae ist wahrscheinlich polyphyletisch. In der Vergangenheit wurde sie auch als Teil der Dicranaceae geführt. Die Moose der Ditrichaceae haben Peristomzähne, die bis zum Grund in zwei fadenförmige, papillöse Äste geteilt sind. Eine klare Abgrenzung gegenüber den Dicranaceaen ist schwierig.
Nach Stech & Frey werden weltweit 24 Gattungen (mit zirka 190 Arten) zur Familie gezählt:
- Astomiopsis
- Austrophilibertiella
- Ceratodon
- Cheilothela
- Chrysoblastella
- Cladastomum
- Cleistocarpidium
- Crumuscus
- Cygniella
- Distichium
- Ditrichopsis
- Ditrichum
- Eccremidium
- Garckea
- Kleioweisiopsis
- Pleuridium
- Pseudephemerum
- Rhamphidium
- Saelania
- Skottsbergia
- Strombulidens
- Trichodon
- Tristichium
- Wilsoniella